# ورزشگاه ویلد پارک
 ورزشگاه ویلد پارک  (به آلمانی: Wildparkstadion) ورزشگاهی در شهر کارلسروهه در کشور آلمان است.
بازی‌های خانگی باشگاه فوتبال کارلسروهه در این ورزشگاه برگزار می‌شود.